# راولاپالم
راولاپالم (به انگلیسی: Ravulapalem) یک منطقهٔ مسکونی در هند است که در آندرا پرادش واقع شده‌است. راولاپالم ۹ کیلومتر مربع مساحت و ۲۳٬۱۴۲ نفر جمعیت دارد.